# A Pollensa-öböl
A Pollensa-öböl vagy A pollensai probléma (eredeti címén Problem at Pollensa Bay and Other Stories) Agatha Christie angol krimiírónő nyolc novelláját tartalmazó novelláskötete, amelyet az írónő halála után tizenöt évvel, 1991-ben adott ki a HarperCollins, az a kiadóvállalat, amely (William Collins Sons & Co. néven) Christie összes kötetét megjelentette – eltekintve az első öt regénytől és egy novelláskötettől, amelyek a Bodley Head kiadásában jelentek meg 1920 és 1925 között.
Magyarországon elsőként a Hungalibri Könyvkiadó és Könyvterjesztő Kft. jelentette meg 1998-ban a Hunga Könyvek sorozatában, Németh Zoltán és Varga István közös fordításában. Ezután 2011-ben az Európa Könyvkiadó adta ki a könyvet az Európa Krimi sorozat részeként, A pollensai probléma címmel, Gy. Horváth László fordításában.

## A novellák
- A Pollensa-öböl / A pollensai probléma (Problem at Pollensa Bay)
- A második gongütés / A második kondítás (The Second Gong)
- A sárga írisz / Sárga írisz (Yellow Iris)
- A Harlequin-teáskészlet / A harlekin teáskészlet (The Harlequin Tea Set)
- A Regatta-rejtély / Rejtély a regattán (The Regatta Mystery)
- A szerelem detektívjei / A szerelmi nyomozók (The Love Detectives)
- Ebem, te mindenem / Egy kutya mellett (Next to a Dog)
- A magnóliavirág / Magnóliavirág (Magnolia Blossom)

## Érdekességek
- A novellaválogatás ezzel a névvel és összeállítással eredetileg csak az Egyesült Királyságban került boltokba, de a kötetben szereplő novellák több, kizárólag az USA-ban kiadott válogatásokban is fellelhetők.
- Ez a változatos összeállítású könyv nem csak detektívtörténetekkel szolgál, hanem két olyan novella is található benne, amelyek nem bűnügyi témájúak.
- Az elsőben és az ötödikben Parker Pyne, a másodikban és a harmadikban Hercule Poirot, míg a negyedikben és a hatodikben Mr. Satterthwaite illetve Mr. Quin nyomoz, a hetedikben és a nyolcadikban nincs nyomozó.
- A Problem at Pollensa Bay és a The Regatta Mystery eredeti, újságban megjelent változatában – Parker Pyne helyett – Poirot szerepelt, Christie azonban később átírta a novellát.
- A sárga írisz című novellának színdarab változata is létezik: Sárga írisz (Agatha Christie-színdarab).

## A novellák első megjelenései
Agatha Christie több novellájához hasonlóan ezeket az elbeszéléseket is előbb újságok, illetve folyóiratok publikálták. A legrégebben kiadott novella (Magnolia Blossom) 1926-ban, a legkésőbbi pedig (Yellow Iris) 1937-ben – tizenegy év különbséggel – hagyta el a brit lapok nyomdáját.
- Problem at Pollensa Bay – The Strand Magazine, 1935. november
- The Second Gong – The Strand Magazine, 1932. július
- Yellow Iris – The Strand Magazine, 1937. július
- The Harlequin Tea Set – The Story-Teller, 1927. május
- The Regatta Mystery – The Strand Magazine, 1936. június
- The Love Detectives – Flynn's Weekly, 1926. október 30. (Az USA-ban)
- Next to a Dog – The Grand Magazine, 1929.
- Magnolia Blossom – The Royal Magazine, 1926. március

## Magyarul
- A Pollensa-öböl; ford. Német Zoltán, Varga István; Hungalibri, Bp., 1998 (Hunga könyvek)
- A pollensai probléma; ford. Gy. Horváth László; Európa, Bp., 2011